# Ĵ
Ĵ é a 4.a letra do alfabeto esperanto, representa uma pós-alveolar sonora e fricativa (também palatal ou retroflexa) e possui o som de [ʒ] (como em jornal).
Esta letra consiste do "j" latino com um acento circunflexo.